# Hallucinations collectives 2018
Le festival des Hallucinations collectives 2018 est la onzième édition des Hallucinations collectives.

## Déroulement et faits marquants
La onzième édition du festival a eu lieu du mardi 27 mars au lundi 2 avril 2018.
Le thème de cette édition est la sorcière, intitulé « Sabbat Mater ». La carte blanche est confiée au réalisateur Fabrice Du Welz.

### Projections
| Titre                                                             | Réalisateur(s)                           | Année                         | Pays                            |
| Longs métrages en compétition                                     | Longs métrages en compétition            | Longs métrages en compétition | Longs métrages en compétition   |
| ----------------------------------------------------------------- | ---------------------------------------- | ----------------------------- | ------------------------------- |
| Une prière avant l'aube (A Prayer Before Dawn) (film d'ouverture) | Jean-Stéphane Sauvaire                   | 2017                          | France- Royaume-Uni             |
| Radius (en)                                                       | Caroline Labrèche et Steeve Léonard      | 2017                          | Canada                          |
| Jersey Affair (Beast)                                             | Michael Pearce                           | 2017                          | Royaume-Uni                     |
| Mutafukaz                                                         | Shojiro Nishimi et Guillaume Renard      | 2017                          | France- Japon                   |
| Tigers are not Afraid (Vuelven)                                   | Issa López                               | 2017                          | Mexique                         |
| 3 Feet Ball & Souls (Sanshaku tamashii)                           | Yoshio Kato                              | 2017                          | Japon                           |
| The Cured                                                         | David Freyne                             | 2017                          | Royaume-Uni                     |
| Satan's Slaves (en) (Pengabdi Setan)                              | Joko Anwar                               | 2017                          | Indonésie                       |
| Courts métrages en compétition                                    |                                          |                               |                                 |
| Wednesday with Goddard (4 min 30 s)                               | Nicolas Ménard                           | 2016                          | Royaume-Uni                     |
| The Burden (Min börda) (14 min 15 s)                              | Niki Lindroth von Bahr                   | 2017                          | Suède                           |
| État d'alerte sa mère (5 min 35 s)                                | Sébastien Petretti                       | 2017                          | Belgique                        |
| Reruns (14 min 15 s)                                              | Rosto                                    | 2018                          | France- Pays-Bas- Belgique      |
| Knock Strike (5 min 25 s)                                         | Genis Rigol, Pau Anglada et Marc Torices | 2017                          | Espagne                         |
| It began without warning (5 min 45 s)                             | Jessica Curtright et Santiago C. Tapia   | 2017                          | États-Unis                      |
| Nocturne (5 min 20 s)                                             | Anne Breymann                            | 2017                          | Allemagne                       |
| Belial's Dream (5 min)                                            | Robert Morgan                            | 2017                          | Royaume-Uni                     |
| Et le diable rit avec moi (25 min)                                | Rémy Barbe                               | 2017                          | France                          |
| Sabbat Mater                                                      |                                          |                               |                                 |
| The Lords of Salem (Uptight!)                                     | Rob Zombie                               | 2012                          | États-Unis- Royaume-Uni- Canada |
| Baba Yaga                                                         | Corrado Farina                           | 1973                          | Italie                          |
| Season of the Witch                                               | George A. Romero                         | 1972                          | États-Unis                      |
| Kissed                                                            | Lynne Stopkewich                         | 1996                          | Canada                          |
| À Travers le Miroir                                               |                                          |                               |                                 |
| Un cas pour un bourreau débutant (Prípad pro zacínajícího kata)   | Pavel Juráček                            | 1969                          | Tchécoslovaquie                 |
| Forbidden Zone                                                    | Richard Elfman                           | 1980                          | États-Unis                      |
| Goto, l'île d'amour                                               | Walerian Borowczyk                       | 1969                          | France                          |
| Soirée Chic Corée                                                 |                                          |                               |                                 |
| The Fake (Saibi)                                                  | Yeon Sang-ho                             | 2013                          | Corée du Sud                    |
| Welcome to Dongmakgol (Welkkeom tu Dongmakgol)                    | Park Kwang-hyun                          | 2005                          | Corée du Sud                    |
| Film d'amour non simulé                                           |                                          |                               |                                 |
| Scoundrels                                                        | Cecil Howard et Fred J. Lincoln (en)     | 1982                          | États-Unis                      |
| Cabinet de curiosités                                             |                                          |                               |                                 |
| La Panthère noire                                                 | Ian Merrick                              | 1977                          | Royaume-Uni                     |
| Spider (Zirneklis)                                                | Vasili Mass                              | 1992                          | Lettonie- Union soviétique      |
| Liquid Sky                                                        | Slava Tsukerman                          | 1982                          | États-Unis                      |
| Symptoms                                                          | José Ramón Larraz                        | 1974                          | Royaume-Uni                     |
| Carte blanche à Fabrice Du Welz                                   |                                          |                               |                                 |
| Péché mortel (Leave Her to Heaven)                                | John M. Stahl                            | 1945                          | États-Unis                      |
| Breaking the Waves                                                | Lars von Trier                           | 1996                          | Danemark                        |
| L'Inconnu (The Unknown)                                           | Tod Browning                             | 1927                          | États-Unis                      |
| Film de clôture                                                   |                                          |                               |                                 |
| Downrange                                                         | Ryûhei Kitamura                          | 2017                          | États-Unis                      |

### Prix
- Compétition longs métrages :
  - Grand prix du festival (prix du public) : Mutafukaz de Shōjirō Nishimi et Guillaume « Run » Renard ;
  - Prix du jury presse : Jersey Affair de Michael Pearce.
- Compétition courts métrages :
  - Grand prix du festival (prix du public) : The Burden (Min börda) de Niki Lindroth von Bahr ;
  - Prix du jury lycéen : Et le diable rit avec moi de Rémy Barbe.